# Luigi Poletti (architetto)
Luigi Poletti (pron. Polétti; Modena, 28 ottobre 1792 – Milano, 2 agosto 1869) è stato un ingegnere, architetto e filantropo italiano, rappresentante di spicco della scuola neoclassica in età post-napoleonica.

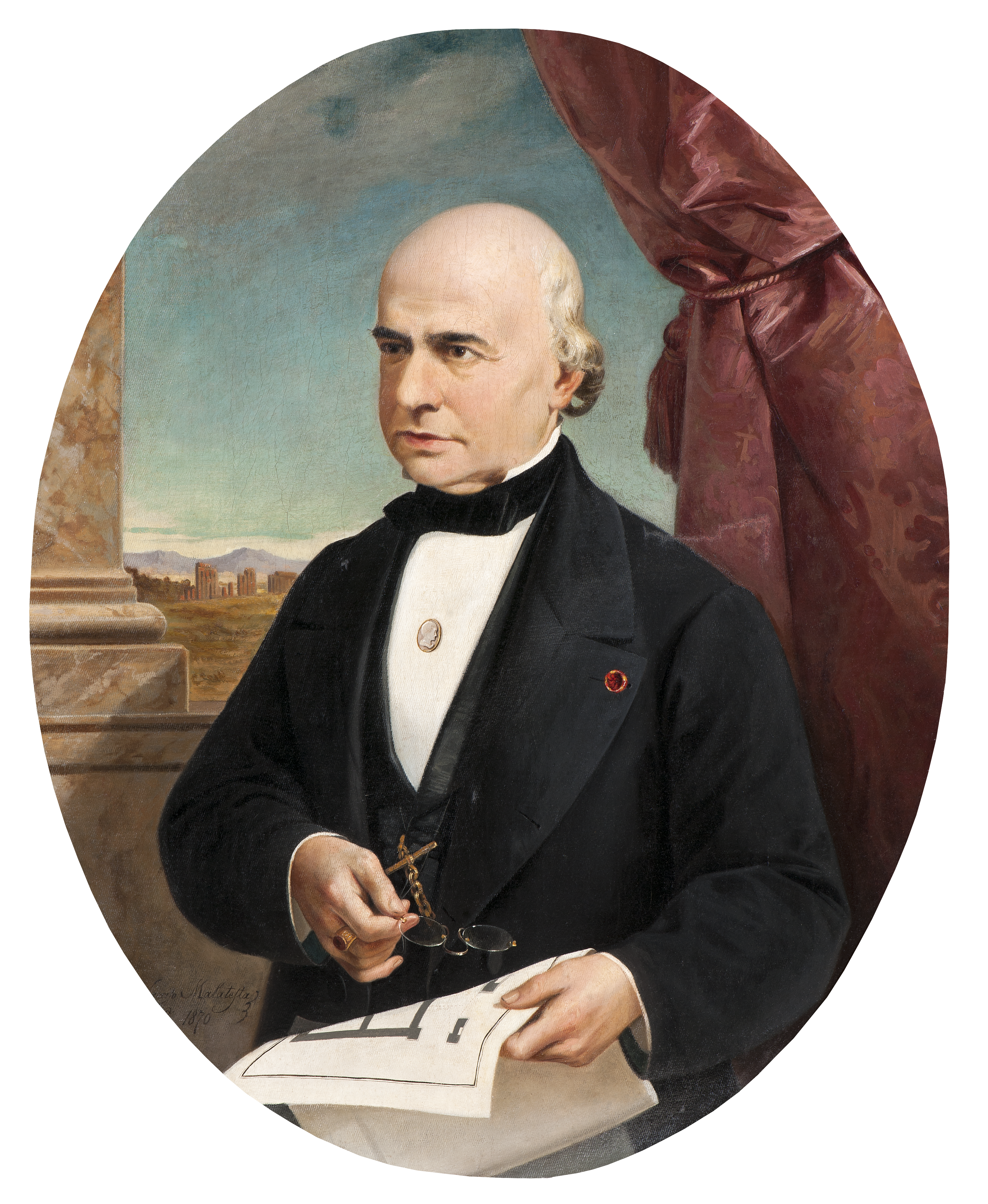
Narciso Malatesta, Ritratto di Luigi Poletti, 1870, Museo civico di Modena

Attivo a Roma tra il secondo e il terzo quarto dell'Ottocento, Poletti fu incontestabilmente l'architetto di punta nell'ambiente romano della sua epoca, nonostante il numero relativamente esiguo di realizzazioni effettive.
Il suo più importante lavoro fu l'intervento di ricostruzione che egli compì sulla Basilica di San Paolo fuori le mura, dal 1833 al 1869, dopo le distruzioni causate dall'incendio del 1823.
Si devono a lui anche alcuni interventi in ambito monumentale, come la Colonna dell'Immacolata nelle adiacenze di piazza di Spagna. Progettò e edificò, inoltre, alcune architetture teatrali, con realizzazioni commissionategli nelle città di Fano, Terni e Rimini. Dai suoi disegni sono noti numerosi allestimenti effimeri realizzati in occasione di feste e solennità nella città di Roma, in particolar modo allestimenti di natura architettonica sul colle Pincio e luminarie e fuochi d'artificio a Castel Sant'Angelo.

## Biografia

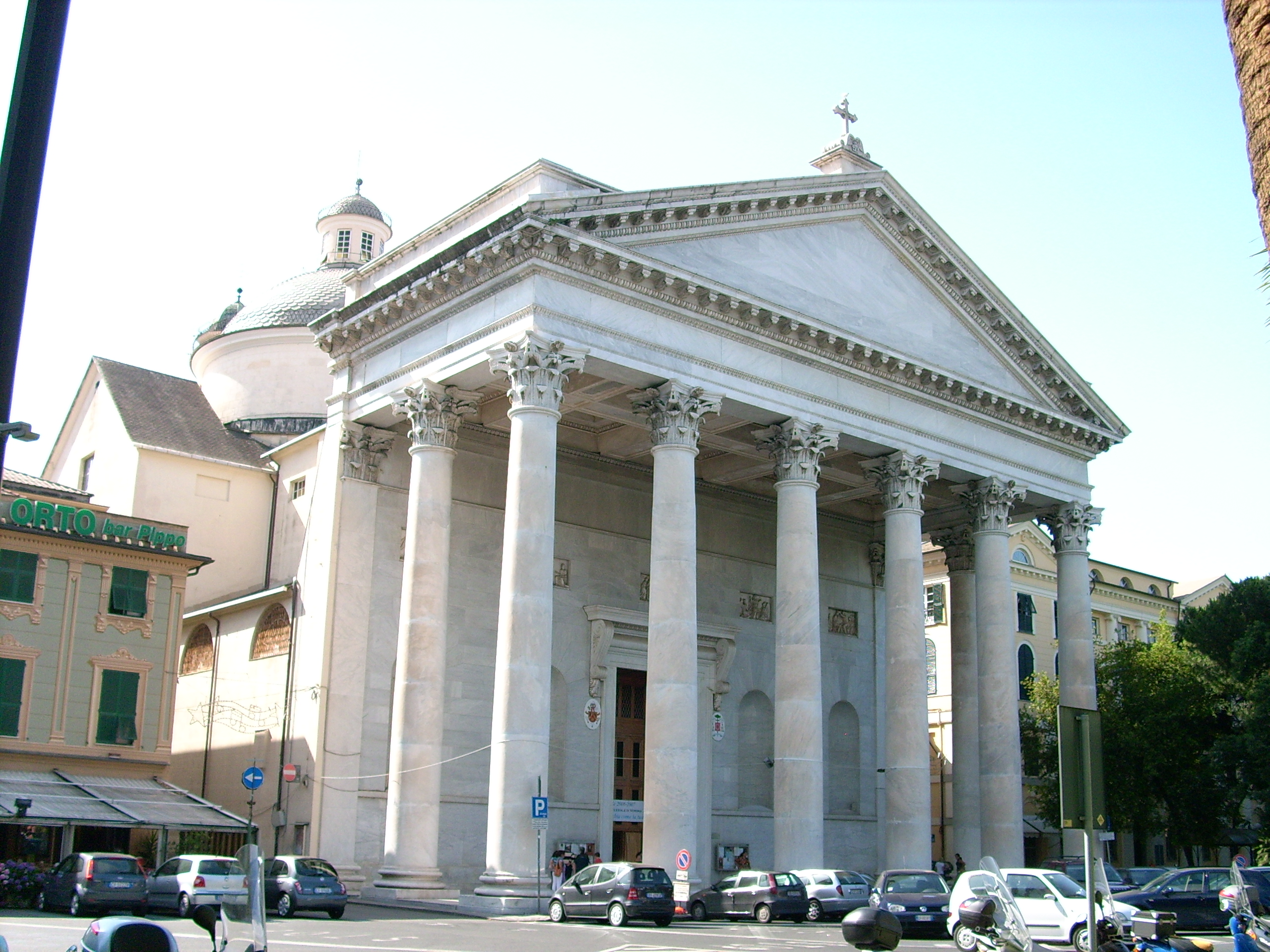
Pronao della Cattedrale di Nostra Signora dell'Orto a Chiavari

### Primi studi
Figlio di Giuseppe Poletti e Domenica Carretti, iniziò i suoi studi a Modena, iscrivendosi al ginnasio (1806) e quindi al liceo (1808). Fino al 1810, contemporaneamente al liceo, Poletti frequentò anche l'Accademia Atestina di Belle Arti di Modena per proseguire gli studi nel campo dell'architettura e dell'ingegneria alla Regia Università di Bologna. Iscrittosi nel 1811, ebbe anche modo di frequentare, pur brevemente e con scarso successo, l'Accademia Clementina.

#### Formazione tecnico-scientifica
All'università bolognese ebbe come docente il prestigioso ingegnere Giuseppe Venturoli con il quale si incontrerà nuovamente a Roma.
Poletti si distinse per un eccellente profitto in campo matematico: si laureò, infatti, nel 1814 discutendo brillantemente una tesi di matematica e calcolo sublime. Già da questi esordi, la formazione di Poletti rivela quindi una singolare impronta, caratterizzata da una componente tecnico-scientifica molto spiccata, all'interno di un clima culturale che registra la crescente divaricazione del percorso di studi in architettura con il più consueto iter della cultura architettonica tradizionale. Egli stesso rivelerà a Cesare Campori, suo biografo, la coscienza che egli aveva dell'inadeguatezza della sua iniziale formazione in materia di disegno architettonico e ornato. Poletti sarà destinato ad approfondire ulteriormente, entrambe queste componenti, in un diverso ambiente accademico, quello romano in cui si trasferirà a breve, e la cui frequentazione gli permetterà di recuperare e colmare le lacune formative di cui aveva consapevolezza.
Sulla base di questa formazione tecnico-scientifica, Poletti, dopo la laurea, va a ricoprire la cattedra di meccanica e idraulica che all'ateneo modenese era già stata di Paolo Ruffini. Quello stesso retroterra culturale è testimoniato da un «importante» trattato, dal titolo Il trattamento di geometria applicata alle arti belle, pubblicato nel 1846 per i corsi da lui tenuti all'Ospizio Apostolico di San Michele a Ripa Grande, nella cui impostazione è avvertibile l'influenza dell'École Polytechnique parigina.

### Trasferimento a Roma
Dall'originaria Emilia Poletti si allontanò presto: in un primo momento fu in Toscana, presso Lucca, dove si recò nel 1817 con un incarico governativo per attività ingegneristica a Castelnuovo di Garfagnana; quindi raggiunse Roma, nel 1818, grazie al sostegno economico (una "pensione") conferitagli per studi d'arte da Francesco IV, Duca di Modena e Reggio.

#### Studi nell'ambiente romano
Poletti poteva allora vantare un diploma di "architetto-ingegnere", ma l'impatto con l'architettura della "città eterna", fin dal primo e quasi traumatico approccio, era destinato a scuotere la fiducia nell'adeguatezza delle proprie conoscenze.
Infatti, giunto a Roma nella tarda ora del Giovedì santo 1818, come egli stesso racconta in una lettera del 1865 al biografo Cesare Campori, Poletti vagò in solitudine per l'intera notte, aggirandosi tra le architetture della "città eterna" in preda a una sensazione di vago sgomento che raggiunse la sua acme alle prime luci dell'alba, con l'ingresso nel Pantheon, da cui ricevette immediata e precisa consapevolezza dell'insufficienza del suo bagaglio di studi.
Fu quindi spinto all'approfondimento delle sue conoscenze di disegno e ornato attraverso lezioni prese all'Accademia di San Luca e a rinforzare il suo bagaglio tecnico con la frequenza, fino al 1822, di corsi avanzati di ingegneria con Giuseppe Venturoli, già suo maestro a Bologna, personalità prestigiosa, direttore generale dei lavori pubblici e figura di vertice della scuola di architettura e ingegneria.
Come abbiamo visto, Poletti ebbe modo a Roma di venire a diretto contatto con l'architettura antica della capitale imperiale: i suoi interessi e le sue curiosità sono evidenti dall'insieme dei suoi disegni. Significativo è anche un suo album giovanile di disegni risalente agli anni 1819-1822, rinvenuto di recente presso la biblioteca della American Academy in Rome e conservato ora presso la Barbara Goldsmith Rare Book Room dell'Accademia statunitense.

#### Influenze culturali
Al suo arrivo a Roma ebbe subito un ruolo importante Giuseppe Venturoli, vero e proprio mentore di Poletti, grazie al quale egli poté presto entrare in contatto con Raffaele Stern e Giuseppe Camporese, che furono suoi maestri e da cui ricevette incoraggiamento a proseguire negli studi e nella sua applicazione al disegno allo studio dell'architettura antica e, in particolare, al rilievo archeologico. Egli stesso, anni dopo, scriverà di aver ripreso da zero gli studi di disegno, dedicandosi intensamente alla composizione architettonica, secondo un metodo che egli definisce consueto in letteratura, vale a dire dedicandosi allo studio e alle misure di lavori classici dell'architettura romana e dell'architettura rinascimentale.
I nomi citati, assieme a quello di Giuseppe Valadier, componevano il suo orizzonte di modelli e mentori: con essi, Poletti si muoveva quindi nell'ambito di un clima culturale e generazionale che si rifaceva all'architettura di età napoleonica.

### Interessi culturali e viaggi
Poletti manifestò in quegli anni interessi molto ampi, che abbracciavano campi come l'ingegneria ferroviaria e la progettazione degli innovativi ponti sospesi, così come l'archeologia etrusca e classica: a questo proposito va ricordata, negli anni dal 1823 al 1828, la sua collaborazione con Giuseppe Tambroni nella conduzione degli scavi archeologici promossi dal principe Vincenzo Colonna sul sito di Bovillae, per i quali egli produrrà una serie di rilievi e disegni con annotazioni descrittive dei manufatti e del loro stato.
Nel 1828 intraprese un viaggio in Europa, che toccò anche Londra e Parigi.

### Attività accademica
Nel 1823 Poletti aveva provato il rientro a Modena: nominato alla cattedra di architettura, fallisce tuttavia nell'aspirazione da lui coltivata, la nomina ad architetto ducale.
Rientra così a Roma dove trascorrerà il resto della sua carriera. Ben inserito, fin dall'inizio, nell'ambiente artistico romano, Poletti fu ben presto accolto nel prestigioso sodalizio artistico che si raccoglieva nell'Accademia nazionale di San Luca: accademico nel 1829, divenne consigliere nel 1831, segretario nel 1833 e quindi docente di architettura pratica dal 1839 e di architettura teorica dal 1850. Del sodalizio accademico di San Luca fu anche presidente dal 1849 al 1853.

## Opere
La sua notorietà è legata a vari interventi e progetti architettonici, e realizzazioni monumentali, a carattere religioso e profano, come la ricostruzione della Basilica di San Paolo fuori le mura (dopo il 1833), il progetto del pronao del Santuario di Nostra Signora dell'Orto, a Chiavari nel 1836, il progetto della Colonna dell'Immacolata nei pressi di piazza di Spagna (1854-58), l'intervento sulla chiesa di Sant'Andrea degli Scozzesi a Roma e la costruzione dell'omonimo Pontificio Collegio annesso (1864-70), gli interventi alla Basilica di Santa Maria degli Angeli, nell'omonima frazione di Assisi, e il rifacimento parziale della Basilica di San Venanzio a Camerino, danneggiata dal terremoto del 1799, la chiesa di San Filippo a Nocera Umbra.
Tra le realizzazioni profane, vi sono tre edifici teatrali: il teatro di Terni, costruito dal 1840 al 1848, con inaugurazione nell'anno successivo, il Teatro della Fortuna di Fano (1845-1863) e quello di Rimini (1843-1857).
Da stampe e disegni, sappiamo anche che fu autore di girandole o di altre installazioni effimere, la cui fruizione era legata a festeggiamenti e solennità.

### Basilica di San Paolo fuori le mura

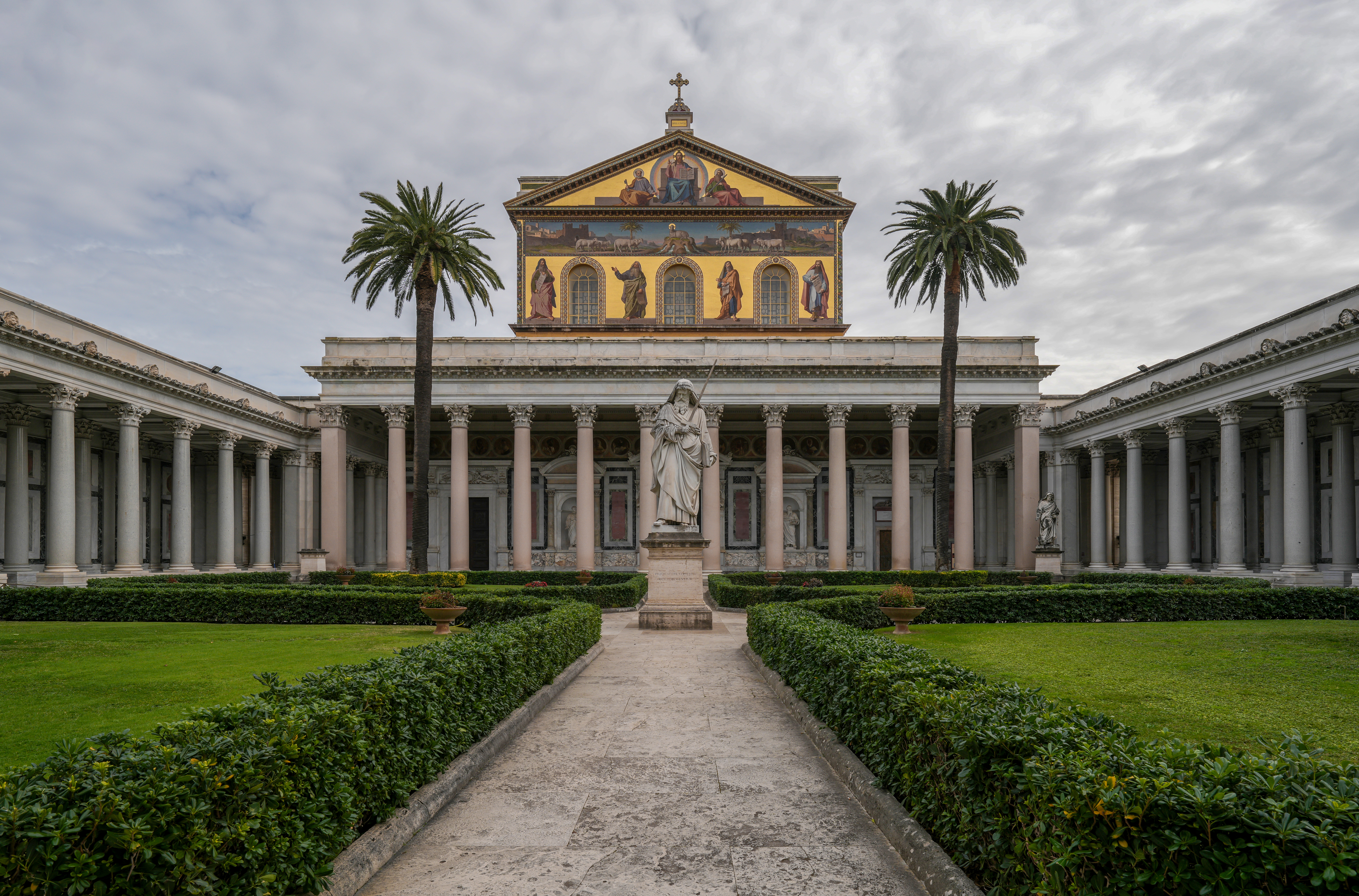
Cortile quadriporticato, facciata, e nartece, nel rifacimento in forme paleocristiane della Basilica paolina

Poletti è molto noto per il suo incisivo intervento nei lavori di ricostruzione, in forme paleocristiane, della Basilica di San Paolo fuori le mura, andata distrutta in un incendio nella notte del 15 luglio 1823.
Il profondo intervento architettonico, deciso da Leone XII con l'enciclica Ad plurimas del 25 gennaio 1825, fu dapprima affidato a Pasquale Belli. Poletti, estraneo alla fase iniziale dell'operazione, ebbe un ruolo importante dal 1833, quando fu coinvolto in affiancamento al Belli (6 marzo 1833) e succedendogli poco dopo, per la morte intervenuta in quello stesso anno. Poletti si impegnò a lungo nel progetto, interrotto solo dal sopraggiungere della morte nel 1869, in un'opera di ricostruzione che non può dirsi neppur oggi conclusa.
Alla mano del Poletti si devono interventi sostanziali e decisivi, come l'ideazione del cortile con quadriportico e nartece, il Portico Gregoriano, la torre campanaria, la navata, il transetto ovest. Per i pilastri del transetto riutilizzò, dopo averle tagliate, le colonne in pregiato marmo pavonazzetto, provenienti dalla navata originale. La preziosa materia prima avanzata dal taglio fu riutilizzata in dodici colonne più piccole, quattro delle quali a sostegno della trabeazione che sovrasta il trono papale e le altre otto a ornamento dei nuovi altari.

### Teatro di Rimini

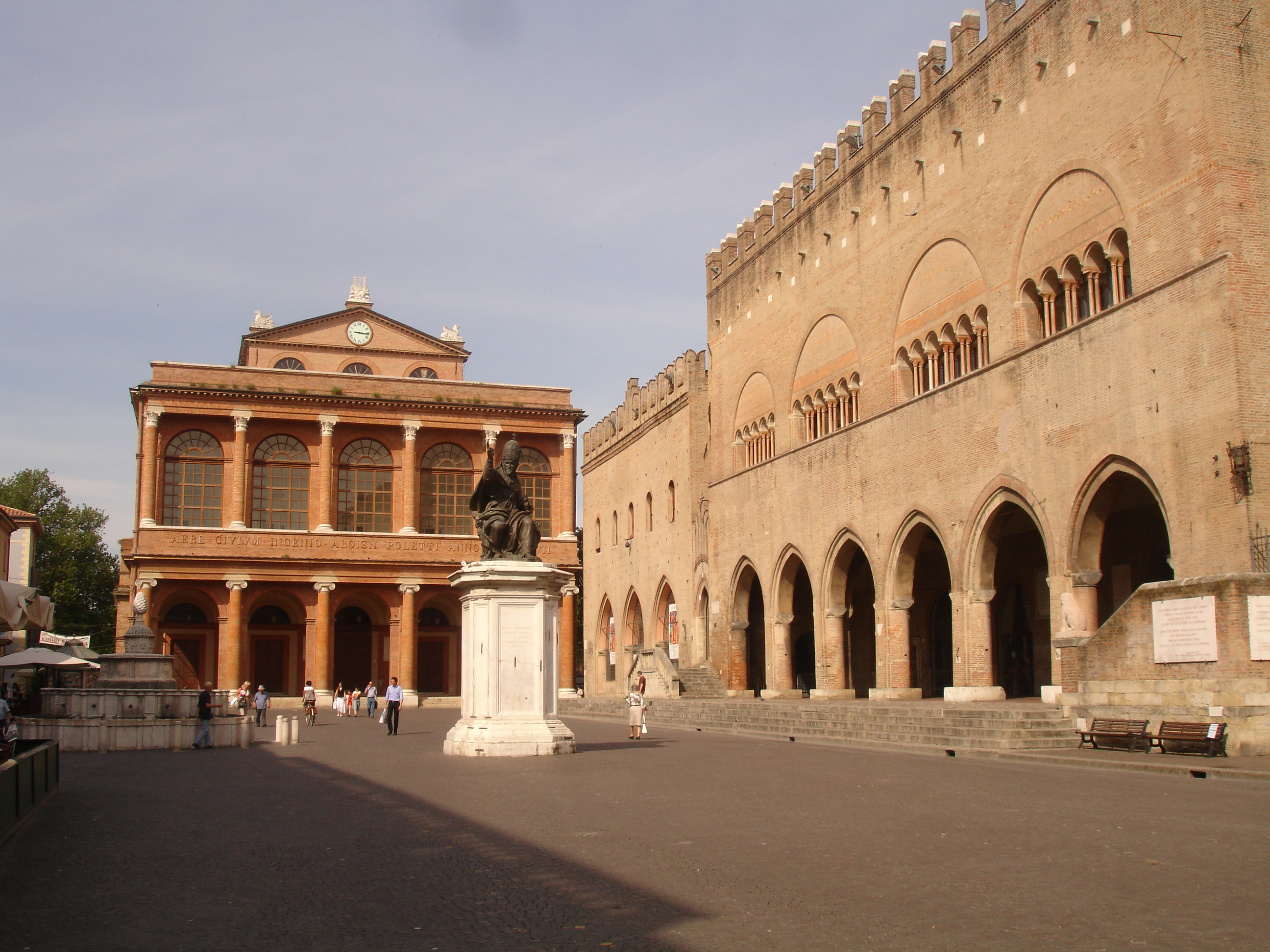
Il teatro di Rimini a Piazza Cavour

Il teatro commissionatogli a Rimini (ex Vittorio Emanuele II, oggi dedicato ad Amintore Galli) fu più grande degli altri due da lui realizzati a Fano (Teatro della Fortuna) e Terni .

Umberto Ruini, Luigi Poletti presenta il progetto del Teatro di Rimini, 1900 ca, Museo civico di Modena

Nella sua opera, Poletti sperimentò alcune innovazioni nel disegno degli interni: superò l'usuale divisione dei palchi in quadrati di uguale grandezza e realizzò il secondo ordine di palchi su dimensioni più grandi e di aspetto architettonicamente più imponente rispetto agli altri.
L'esterno del teatro è quasi totalmente privo di decorazioni.
La cittadinanza mostrò di gradire la realizzazione di Poletti: manifestò il suo apprezzamento dedicandogli un busto nel foyer del teatro e incidendo il suo nome latinizzato a caratteri cubitali nell'iscrizione latina visibile sul frontone: AERE CIVIVM INGENIO ALOISII POLETTI ANNO MDCCCLVII (Aere civium ingenio Aloisii Poletti Anno MDCCCLVII).
Il teatro fu gravemente danneggiato durante la seconda guerra mondiale. Negli anni 2000 è stato predisposto un piano di restauro filologico.

### Ville e Palazzi
Come le stesse biografie riferiscono, Luigi Poletti fu ampiamente attivo anche nella progettazione di palazzi urbani, ma anche ville e casini di delizia. Questi ultimi, in modo particolare, fanno capo a committenze marchigiane che in età giovanile coinvolsero l'architetto. Presso Appignano (MC) esiste ancora il casino progettato per il conte Eutimio Carnevali di Macerata, così come si può ricordare il coffeehouse progettato in forma di tempietto circolare nel giardino della villa del conte Armaroli.
Sempre alla prima attività risale, in particolare, il progetto per il palazzo Ceccopieri realizzato (1826) a Roma e ormai distrutto. Assieme a quest'ultimo va ricordato il palazzo Tenerani prospettante su via delle Quattro Fontane.
Nel 1830 firmò inoltre una ristrutturazione suggestiva di  Villa Levi a Reggio Emilia.

### Restauro delle Mura Aureliane
Il nome di Poletti è anche legato al restauro al Pincio delle cosiddette Mura aureliane, la cinta muraria costruita da Aureliano a difesa della città. Il suo nome è ricordato nell'epigrafe in latino collocata nel 1850 sul tratto delle mura gianicolensi, insieme a quello degli altri personaggi legati al restauro:

## Eredità culturale e attività filantropica
Membro dell'Accademia nazionale di San Luca, ebbe tra i suoi allievi il cagliaritano Gaetano Cima, all'Accademia di belle arti di Roma, e il romano Virginio Vespignani.
Luigi Poletti morì nel 1869, a Milano, dove si trovava durante un viaggio alla ricerca di marmi, presso Baveno, con cui superare le difficoltà di approvvigionamento per i lavori di ricostruzione della basilica di San Paolo fuori le Mura.
I funerali si tennero in forma solenne a Roma, nella chiesa di Santa Maria in Aquiro.
Poletti fu anche un collezionista di opere di artisti a lui contemporanee: alla sua morte, la sua collezione d'arte e il suo cospicuo patrimonio librario, insieme a tutti gli altri beni, confluirono in un lascito testamentario che Poletti, scapolo e senza discendenza, destinò alla città natale: le elargizioni sono oggi divise tra il Museo civico di Modena e il sistema bibliotecario del comune.
Con quello stesso lascito dispose che la sua città natale sovvenzionasse la permanenza a Roma di tre giovani studiosi d'arte che dessero buona prova di sé.
Fu prodigo anche nei confronti del sodalizio accademico romano che l'aveva accolto, finanziando l'istituzione di un premio annuo da assegnare agli artisti dell'Accademia di San Luca.

## Iconografia
Si è già detto del busto collocato nel foyer del teatro di Rimini. Un busto di Poletti è anche a Roma, fra gli "Uomini Illustri" dei busti del Pincio, nei pressi dell'incrocio tra via del Belvedere e via di Villa Medici Altri due busti sono presso l'Accademia nazionale di San Luca e la Basilica di San Paolo fuori le mura. Un busto di Poletti, scolpito da Pietro Tenerani, scoperto nel 2005, è ora presso la Galleria Estense di Modena
Un ritratto di Luigi Poletti (olio su tela, cm. 99 x 74) è conservato presso l'Accademia di San Luca, opera anonima e priva di data, ma attribuibile, secondo alcuni, alla mano del pittore Adeodato Malatesta nell'anno 1839.

## Pubblicazioni
Luigi Poletti pubblicò un «importante» trattato, a supporto dei corsi di "architettura, prospettiva e matematica applicata alle arti" tenuti dal 1827 all'Ospizio Apostolico di San Michele:
- Il trattamento di geometria applicata alle arti belle, 1846

Altre pubblicazioni testimoniano dei suoi campi di interesse:
- Intorno alcuni edificii ora riconosciuti dell'antica città di Boville, due lettere del cav. G. Tambroni, e di L. Poletti, 1823
- Osservazioni intorno alle tombe etrusche di Caere, senza datae luogo
- Intorno al pubblico macello di Roma, osservazioni, 1826
- Intorno alla Silvia di Cincinnato Baruzzi, (lettera), 6 pp., 1827
- Delle genti e delle arti primitive d'Italia: dissertazione II letta alla pontificia Accademia romana di archeologia. Il dì 8 luglio 1840, Stamperia della reverenda camera apostolica, 1864 167 pagg.
- Intorno alla lega commerciale e alla rete delle strade ferrate d'Italia: discorso preliminare alle lezioni di architettura pratica, G. Bertinelli, 1848

## Galleria d'immagini

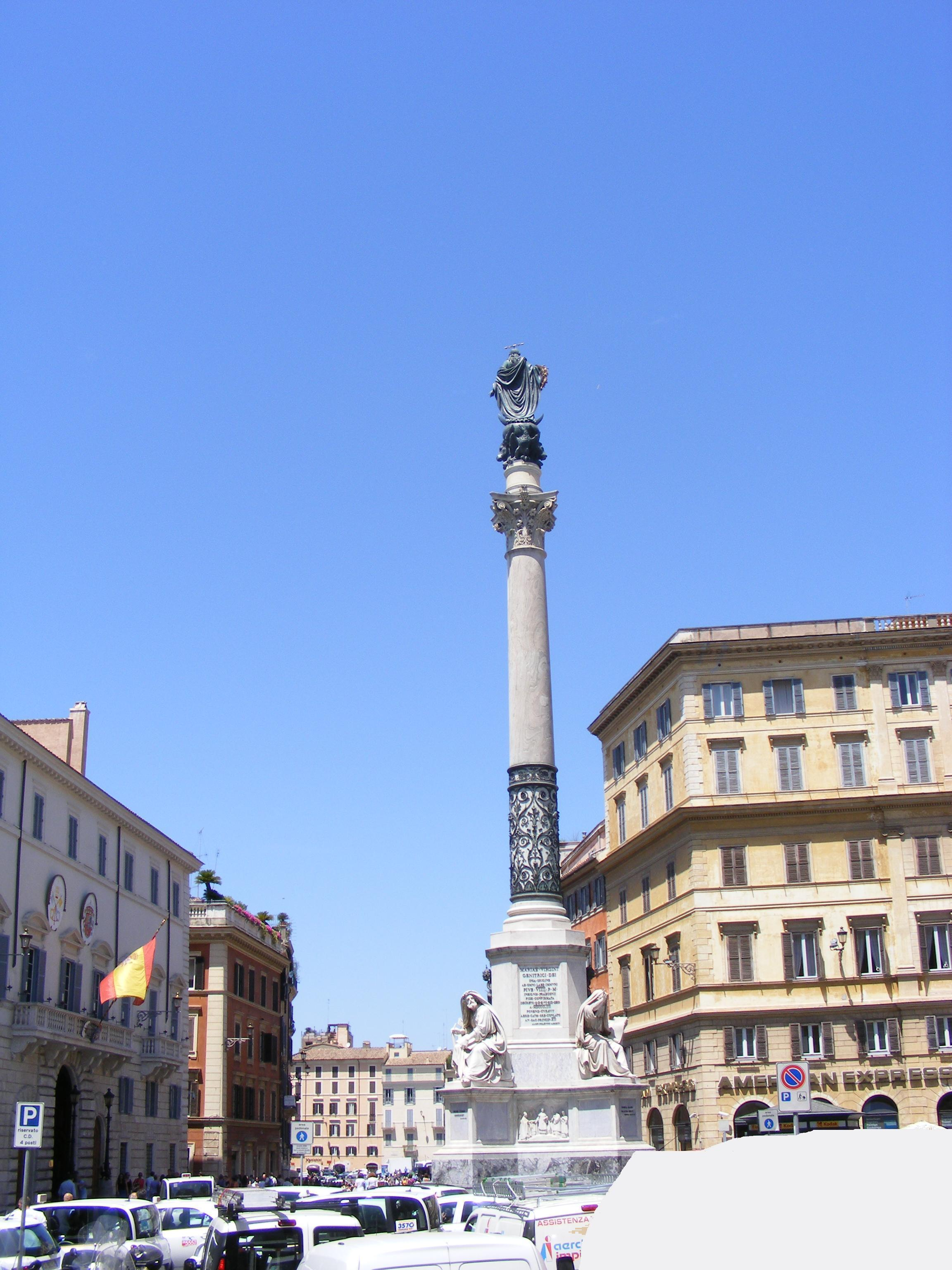
Monumento all'Immacolata a Roma tra il Palazzo di Propaganda Fide e piazza di Spagna
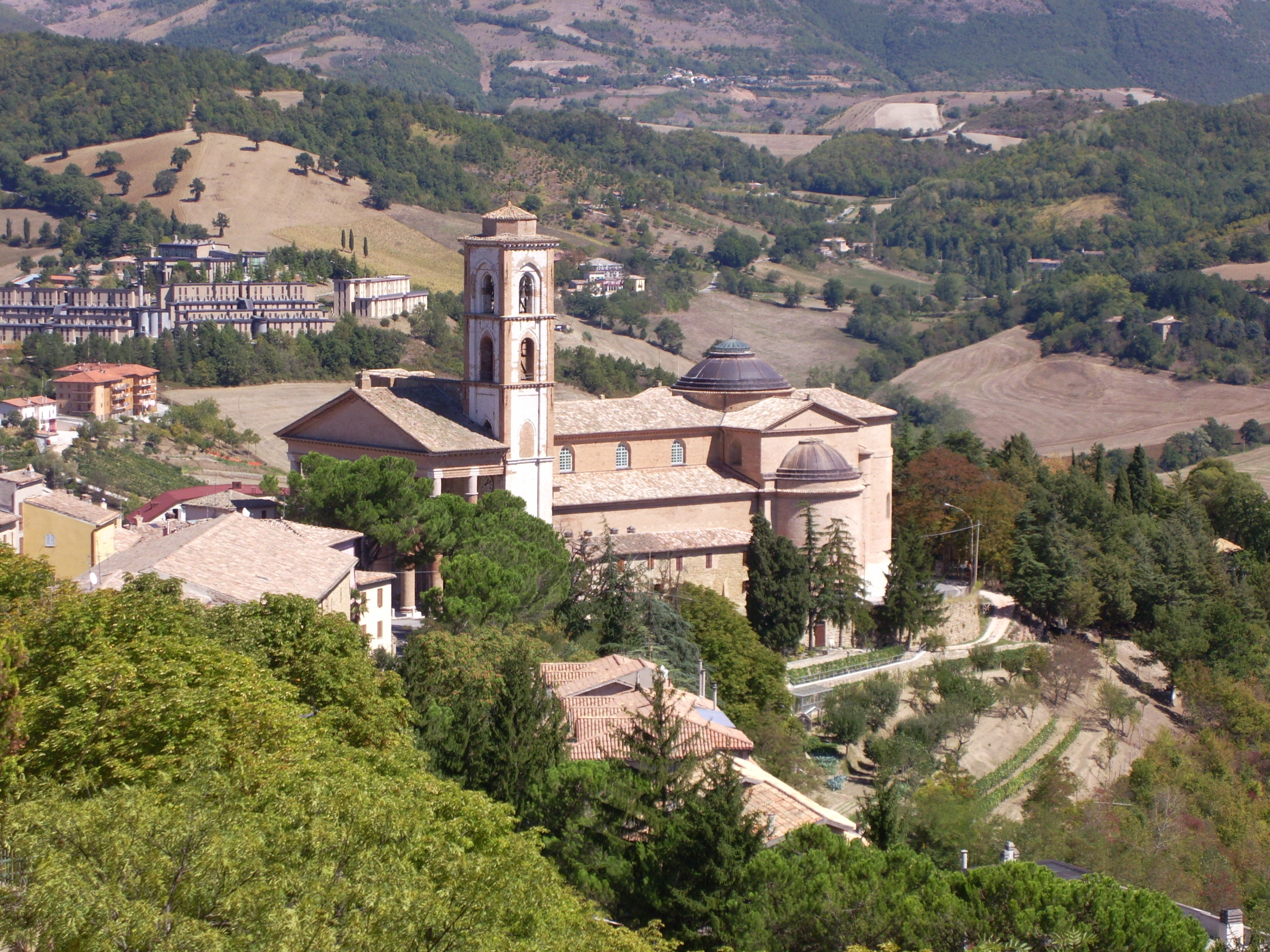
Basilica di San Venanzio a Camerino

### Ulteriore bibliografia
- Cesare Campori, Notizie biografiche del commendatore prof. Luigi Poletti modenese architetto di S. Paolo di Roma, Modena, Soliani, 1865
- Cesare Campori, Memorie patrie storiche e biografiche, Modena, 1881
- Matteo Campori, Luigi Poletti, discorso inaugurale della statua, dell'atrio e della galleria Poletti, Modena, IV dicembre MDCCCCIV, Editore Rossi, 1905
- Marco Dezzi Bardeschi e altri, Luigi Poletti : architetto (1792-1869), Catalogo delle Mostre tenute nel 1992-1993, Bologna, Nuova Alfa Editoriale, 1992. ISBN 88-7779-346-5
- Catia Mazzeri e Monica Vaccari, Inventario dei disegni del Fondo Poletti, Modena, Biblioteca civica di storia dell'arte "Luigi Poletti"
- Genesio Morandi, Il teatro di Rimini dell'architetto Luigi Poletti, Ristampa dell'edizione originale del 1857, Rimini, Luise, 2000. ISBN 88-88189-00-9